# آشوت یکم
آشوت یکم (به ارمنی Աշոտ Ա به لاتین Ashot I Bagratuni) یا آشوت بزرگ (به ارمنی Աշոտ Մեծ به لاتین Ashot the Great) با جلوس بر تخت سلطنت ارمنستان سلسله پادشاهی جدیدی را بنیان گذاشت که مقدر بود از تاریخ ۸۸۵–۸۹۱ میلادی بر ارمنستان سلطنت کند، و دودمان باگراتونی را بنا نهاد.

## تاریخ
آشوت تمام کوشش و تلاش خود را صرف بسط و توسعه کشور و افزایش رفاه مادی و معنوی ارمنستان کرد.او دستور داد تا شهرک‌های تازه‌ای بسازند، کشاورزی را تشویق کرد و با احداث راه‌های ارتباطی تازه تجارت را تسهیل نمود.آشوت از برقراری روابط کشور جدید ارمنستان با خارج نیز کوتاهی نکرد، چنان‌که شخصاً به قسطنطنیه رفت و یک پیمان سیاسی و تجاری با امپراتور بیزانس امضاء کرد. باسیلیوس یکم ظاهراً اهمیت زیادی برای اتحاد کشور خود با ارمنستان قایل بود.
او در نامه‌ای به عنوان آشوت وی را «فرزند بسیار عزیز خود» می‌نامد و به او اطمینان می‌دهد که همواره به ارمنستان به چشم صمیمی‌ترین متحد امپراتوری بیزانس نگریسته‌است.
در عوض آشوت لشکری از دلاوران ارمنی را برای کمک به امپراتور بیزانس در جنگی که او جهت سرکوبی شورشیان بلغاری لازم داشت فرستاد.
خلیفه عباسی بغداد، مستعین نیز در سال ۸۶۲ میلادی به آشوت عنوان «امیرالامرای ارمنستان» دادند و خودمختاری ارمنستان را تحت حمایت امپراتوری عرب به رسمیت شناختند. امرای مسلمانی که برمناطق همجوار ارمنستان حکومت می‌کردند، از جمله امرای ملازگرد خشمگین از این شناسایی و از خطری که تشکیل یک ارمنستان مستقل برای آنان دربر می‌داشت در سال ۸۶۳ میلادی به ارمنستان حمله کردند. آشوت با سپاهیان خود که ۴۰۰۰۰ نفر بودند به مقابله لشکر دشمن که بالغ بر ۸۰۰۰۰ نفر می‌شد شتافت و در کرانه‌های رود ارس شکست سختی برآنان وارد آورد. ارمنیان آن میدان جنگ را «میدان چله» نامیدند، زیرا در آنجا یک لشکر چهل هزار نفری از پس لشکری دو برابر خود برآمده بود.
آشوت اول در سال ۸۹۱ میلادی در راه بازگشت از سفر وفات یافت.ارمنیان جسد او را به سرزمین زادگاهش بازگرداندند و با عزت و احترام در باگاران که در آن زمان پایتخت ارمنستان بود به خاک سپردند.